# Успение Богородично (Лом)
Вижте пояснителната страница за други значения на Успение Богородично.
„Успение Богородично“ е късновъзрожденска православна църква в дунавския град Лом, България, най-голямата в града. Църквата е главен храм на Ломското архиерейско наместничество на Видинската епархия.

## Местоположение
Храмът е разположен в центъра на града.

## История
Строежът на храма започва в 1863 година, когато Лом е още в Османската империя, но е спрян от властите. Църквата е построена с дарения на ломчани в 1894 – 1897 година и е осветена тържествено през лятото на 1906 година.
В 1900 година в църквата се венчават българският офицер Борис Дрангов и Райна Денкова Попова.

## Архитектура
Архитект на храма е прочутият дебърски майстор Георги Новаков Джонгар. Иконописците на храма са също дебрани – Нестор Трайков и синът му Данаил Несторов.
Иконостасът е направен в началото на ХХ век от неизвестен майстор. Стилът му е повлиян от руски тип икони, но е виенски модерен тип, характерен за крайдунавските градове. Има характерната за българските иконостаси виеща се лозница. Иконите са големи и не са в традицията на стария български иконостас.
В 1974 година храмът е обявен за архитектурен паметник на културата.
Църквата е реставрирана от община Лом по програмата „Красива България“ през 2005 година.